# Старий Там'ян
Старий Там'я́н (рос. Старый Тамьян, башк. Иҫке Тамъян) — присілок у складі Шаранського району Башкортостану, Росія. Входить до складу Базгієвської сільської ради.
Населення — 156 осіб (2010; 218 у 2002).
Національний склад:
- башкири — 84 %